# ボールドラッド (1962年生まれの競走馬)
ボールドラッド（Bold Lad、1962年 - 1986年）は、アメリカ合衆国のサラブレッドの競走馬、種牡馬。2歳時に顕著な成績を収め、1964年アメリカ最優秀2歳牡馬に選出された。

## 経歴
- 特記がない限り、競走はすべてダートコース。また当時はグレード制未導入。

### 出自
グラディス・フィップスとその兄弟オグデン・ミルズがホイートリー牧場で生産したサラブレッドの牡馬である。生産者所有のホイートリーステーブル名義のもと、ビル・ウィンフリー調教師のもとに預けられた。

### 1964年（2歳時）
2歳時のボールドラッドは無類の強さを誇った。サラトガ競馬場で行われたホープフルステークス（6.5ハロン）ではトラックレコードとなる1分15秒60で勝利を挙げ、またアケダクト競馬場のフューチュリティステークス（6.5ハロン）においても1分16秒00のトラックレコードタイ記録をマークした。ボールドラッドはこれらの実績により、全会一致で1964年のアメリカ最優秀2歳牡馬として選ばれた。
また1964年の年末、ジョッキークラブハンデキャッパーを務めるトーマス・トロッターは、当時試験導入中であったフリーハンデキャップにおいて、同年のボールドラッドに130ポンドという高い評価を与えた。これは、セクレタリアトが1972年に与えられた129ポンドよりも高い数値であった。

### 1965年（3歳時）
2月初旬、ボールドラッドはハイアリアパーク競馬場での滞在時に右前脚を損傷、第4中手骨（外側副管骨）が飛び出してしまった。このためしばらく休養を要し、年内初戦は遅くなった。
4月5日、アケダクト競馬場で行われた6ハロンの一般戦で復帰し、古馬を相手にしながら年内初勝利を挙げた。その後、ウッドメモリアルステークス（アケダクト・9ハロン）で3着に入り、ダービートライアルステークス（チャーチルダウンズ・8ハロン）で勝利した。
同年のケンタッキーダービー（チャーチルダウンズ・10ハロン）ではボールドラッドが1番人気に据えられていた。ボールドラッドはレース中は直線に入るまで先頭を争っていたが、その後力尽きて10着に敗れた。この後ボールドラッドは貧血を患っていると診断され、これを考慮してプリークネスステークスおよびベルモントステークスには出走しなかった。
1965年6月20日、ボールドラッドはアケダクト競馬場での調教中に再び負傷、手術を受け、同年は休養に充てられた。

### 1966年（4歳時）
この年をもってビル・ウィンフリー調教師が引退し、ボールドラッドの新たな調教師としてエディ・ネロイが迎えられた。ボールドラッドは1966年4月30日に競走に復帰、ガーデンステートパーク競馬場で勝利を挙げた。
5月6日、ボールドラッドはアケダクト競馬場のアラーテッドパースで勝利し、続く5月18日にはローズベンハンデキャップ（アケダクト・7ハロン）を3馬身差で勝利した。さらに同じくアケダクト競馬場での1966年5月30日、メトロポリタンハンデキャップ（8ハロン）において、ボールドラッドは132ポンドを積みながらも2着馬に2馬身半差をつけて1分34秒20のタイムで優勝、4連勝を遂げた。
その次のサバーバンハンデキャップ（アケダクト・10ハロン）においてはさらに重い135ポンドが割り当てられた。この斤量と酷暑が響いたためか、ボールドラッドは6着に敗れて連勝が途切れた。この競走後、鞍上を務めたブラウリオ・バエザはボールドラッドが競走後に左足首を庇っているようだと語った。このためX線撮影が行われ、結果1966年8月2日に引退が発表された。

## 種牡馬入り後
ボールドラッドは1967年よりケンタッキー州のクレイボーンファームで種牡馬入りした。その後1972年にフランス、1977年に日本へと輸出され、1986年に日本で死亡した。
アメリカジョッキークラブの調べによれば、ボールドラッド産駒392頭のうち、192頭が勝ち上がり、うち27頭がステークス競走勝ち馬となったとある（ただし日本産馬を除く）。以下は主な産駒。
- Bold Fascinator - 1968年生、牝馬。プール・デッセ・デ・プーリッシュなど。
- Niagara - 1968年生、牡馬。シネマハンデキャップ。
- Marble Arch - 1970年生、牝馬。ノーフォークステークスなど。
- Rube the Great - 1971年生、牡馬。ウッドメモリアルステークス（アメリカG1）など。
- Gentle Thoughts - 1971年生、牝馬。チェヴァリーパークステークス（イギリスG1）など。
- Sirlad - 1974年生、牡馬。デルビーイタリアーノ（イタリアG1）など。
- Van der Linden - 1976年生、牡馬。エマヌエーレフィリベルト賞（イタリアG2）。
- シンブラウン - 1980年生、牡馬。阪神大賞典（日本GII）など。

## 血統表
| ボールドラッドの血統               | ボールドラッドの血統                      | ボールドラッドの血統           | （血統表の出典）               | （血統表の出典） |
| 父系                               | ボールドルーラー系                        | ボールドルーラー系             | ボールドルーラー系             | [ § 2 ]          |
| 父 Bold Ruler アメリカ 黒鹿毛 1954 | 父の父Nasrullah イギリス 鹿毛 1940        | Nearco                         | Pharos                         | Pharos           |
| 父 Bold Ruler アメリカ 黒鹿毛 1954 | 父の父Nasrullah イギリス 鹿毛 1940        | Nearco                         | Nogara                         |                  |
| 父 Bold Ruler アメリカ 黒鹿毛 1954 | 父の父Nasrullah イギリス 鹿毛 1940        | Mumtaz Begum                   | Blenheim                       | Blenheim         |
| 父 Bold Ruler アメリカ 黒鹿毛 1954 | 父の父Nasrullah イギリス 鹿毛 1940        | Mumtaz Begum                   | Mumtaz Mahal                   |                  |
| 父 Bold Ruler アメリカ 黒鹿毛 1954 | 父の母Miss Disco アメリカ 鹿毛 1944       | Discovery                      | Display                        | Display          |
| 父 Bold Ruler アメリカ 黒鹿毛 1954 | 父の母Miss Disco アメリカ 鹿毛 1944       | Discovery                      | Ariadne                        |                  |
| 父 Bold Ruler アメリカ 黒鹿毛 1954 | 父の母Miss Disco アメリカ 鹿毛 1944       | Outdone                        | Pompey                         | Pompey           |
| 父 Bold Ruler アメリカ 黒鹿毛 1954 | 父の母Miss Disco アメリカ 鹿毛 1944       | Outdone                        | Sweep Out                      |                  |
| 母 Misty Morn アメリカ 鹿毛 1952   | 母の父Princequillo アイルランド 鹿毛 1940 | Prince Rose                    | Rose Prince                    | Rose Prince      |
| 母 Misty Morn アメリカ 鹿毛 1952   | 母の父Princequillo アイルランド 鹿毛 1940 | Prince Rose                    | Indolence                      |                  |
| 母 Misty Morn アメリカ 鹿毛 1952   | 母の父Princequillo アイルランド 鹿毛 1940 | Cosquilla                      | Papyrus                        | Papyrus          |
| 母 Misty Morn アメリカ 鹿毛 1952   | 母の父Princequillo アイルランド 鹿毛 1940 | Cosquilla                      | Quick Thought                  |                  |
| 母 Misty Morn アメリカ 鹿毛 1952   | 母の母Grey Flight アメリカ 芦毛 1945      | Mahmoud                        | Blenheim                       | Blenheim         |
| 母 Misty Morn アメリカ 鹿毛 1952   | 母の母Grey Flight アメリカ 芦毛 1945      | Mahmoud                        | Mah Mahal                      |                  |
| 母 Misty Morn アメリカ 鹿毛 1952   | 母の母Grey Flight アメリカ 芦毛 1945      | Planetoid                      | Ariel                          | Ariel            |
| 母 Misty Morn アメリカ 鹿毛 1952   | 母の母Grey Flight アメリカ 芦毛 1945      | Planetoid                      | La Chica                       |                  |
| 母系(F-No.)                        | グレイフライト牝系(FN:5-f)                | グレイフライト牝系(FN:5-f)     | グレイフライト牝系(FN:5-f)     | [ § 3 ]          |
| 5代内の近親交配                    | Blenheim 4x4, Mumtaz Mahal 4x5            | Blenheim 4x4, Mumtaz Mahal 4x5 | Blenheim 4x4, Mumtaz Mahal 4x5 | [ § 4 ]          |
| 出典                               | 1. 2. 3. 4.                               | 1. 2. 3. 4.                    | 1. 2. 3. 4.                    | 1. 2. 3. 4.      |